# Christoph Dichand

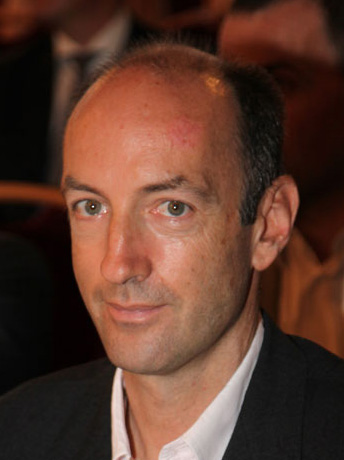
Christoph Dichand (2013)

Christoph Dichand (* 6. März 1965 in Wien) ist ein österreichischer Journalist. Er ist Herausgeber und Chefredakteur der größten österreichischen Boulevard-Tageszeitung, der Kronen Zeitung, die ihm zusammen mit seinen beiden Geschwistern auch zur Hälfte gehört.

## Leben
Christoph Dichand ist der Sohn von Hans und Helga Dichand (1937–2024). Er wuchs mit zwei älteren Geschwistern, Michael und Johanna Dichand, auf. Er studierte Rechtswissenschaften in Wien und wurde an der Universität Salzburg mit der Dissertation Der Persönlichkeitsschutz im Medienrecht promoviert. Er absolvierte ein Volontariat bei der Abendzeitung in München und beim Fernsehsender RTL. 1995 übernahm er die publizistische Verantwortung für Krone bunt, die Sonntagsbeilage der Kronen Zeitung. Ab 1997 arbeitete er in den USA  bei Daily News und New York Post. 2001 kündigte Hans Dichand an, sein Sohn werde ihm als Chefredakteur der Kronen Zeitung nachfolgen. Christoph Dichand übernahm die Chefredaktion 2003.
Dichand ist seit Mai 2002 mit Eva Dichand, der Herausgeberin der Gratiszeitung Heute, verheiratet. Sie sind Eltern von zwei Söhnen und einer Tochter.
Im Rahmen der „Inseratencausa“ als Bestandteil der ÖVP-Korruptionsaffäre wird Christoph Dichand seit 30. März 2023 von der Wirtschafts- und Korruptionsstaatsanwaltschaft (WKStA) zusammen mit seiner Ehefrau als Beschuldigter geführt. Dem Ehepaar Dichand wird zur Last gelegt von Amtsträgern Inserate sowie Änderungen am Privatstiftungsgesetz gefordert zu haben und im Gegenzug dafür wohlwollende Berichterstattung in Heute und der Kronen Zeitung in Aussicht gestellt zu haben.